# ロベルト・ファン・デン・フーケ
ロベルト・ファン・デン・フーケ（Robert van den Hoecke、1622年11月30日 – 1668年）はフランドルの画家。軍隊のいる風景や冬の風景などを描いた。

## 略歴
アントウェルペンで画家、ガスパル・ファン・デン・フーケ(c.1585-1648)の息子に生まれた 。異母兄に有名な画家ヤン・ファン・デン・フーケ(1611-1651)がいる。父親から絵を学び、1644年にアントウェルペンの聖ルカ組合の会員になった。1647年に結婚した。
アントウェルペンで働いた後、1649年までにブリュッセルに移り、ハプスブルク家出身のスペイン領ネーデルラント総督のレオポルト・ヴィルヘルム・フォン・エスターライヒ（ネーデルラント総督の在位期間:1647年-1656年）の宮廷で働いた 。兄のヤン・ファン・デン・フーケは1644年から、ハプスブルク家のために働らいていた。
1661年から現在のフランス、ノール県の街で軍事的に重要なベルグ(Bergues-Saint-Winoc)で要塞の管理の役職「Côntroleur des fortifications pour le service de sa Maj. en Flandre」として働き 、そこで1668年に亡くなった。
軍隊のいる風景や冬の風景などを描いた。